# Stesha Carle
Stesha Carle (ur. 2 grudnia 1984 r. w La Habra) – amerykańska wioślarka.

## Osiągnięcia
- Mistrzostwa Świata Juniorów – Trakai 2002 – ósemka – 3. miejsce[1].
- Mistrzostwa Świata U-23 – Amsterdam 2005 – czwórka bez sternika – 1. miejsce[1].
- Mistrzostwa Świata U-23 – Hazewinkel 2006 – dwójka bez sternika – 4. miejsce[1].
- Mistrzostwa Świata – Linz 2008 – czwórka bez sternika – 2. miejsce[1].
- Puchar Świata 2009:
  - III etap: Lucerna – czwórka podwójna – 2. miejsce[1].
- Mistrzostwa Świata – Poznań 2009 – czwórka podwójna – 2. miejsce[1].
- Mistrzostwa Świata – Bled 2011 – czwórka podwójna – 2. miejsce[1].